# Walenty Dąbrowski
Walenty Dąbrowski (ur. 14 lutego 1847 w Gowinie, zm. 15 lutego 1931 w Wejherowie) – duchowny katolicki, kaszubski działacz społeczno-kulturalny i charytatywny. 

## Życiorys
Uczęszczał do gimnazjum w Wejherowie. Po maturze studiował w Wyższym Seminarium Duchownym w Pelplinie i na uniwersytetach we Fryburgu Bryzgowijskim oraz w Münster. Święcenia kapłańskie otrzymał 12 lipca 1874 w Pelplinie. Następnie był przez 13 lat nauczycielem religii. Od 1887 został proboszczem parafii w Wejherowie. Był też delegatem biskupim i dziekanem dekanatu puckiego. W 1895 został także pierwszym dziekanem nowo utworzonego dekanatu wejherowskiego. W 1924 przeszedł na emeryturę. Przemawiał do zgromadzonych w Wejherowie pątników w języku kaszubskim.
Od 1915  był kanonikiem honorowym kapituły chełmińskiej. Władze kościelne przyznały mu również godność szambelana papieskiego (prałata). 2 maja 1923 został odznaczony Krzyżem Oficerskim Orderu Odrodzenia Polski „za zasługi, położone dla Rzeczypospolitej Polskiej na polu pracy społecznej na Pomorzu". W 1927 otrzymał Krzyż Pro Ecclesia et Pontifice.